# Original Entertainment Paradise
Original Entertainment Paradise（オリジナル エンターテイメント パラダイス）は、毎年12月に開催される男性声優アーティストによるライブである。おれパラの愛称で親しまれる。

## 概要
- 声優であり、表現者として音楽活動をする小野大輔、鈴村健一、森久保祥太郎、寺島拓篤のホスト4名が中心となり、イベント内容から打ち合わせをし、「本気で音楽に取り組み、自ら発信していける場」として作り上げたフェス形式のライブイベント。[2]
- 「おれパラ」の名称が先に決定しており、後に、個性豊かなパフォーマンスと感性を思いっきり爆発させる場として「Original Entertainment Paradise」と名づけられたため、「おれパラ」は略称であり正式名称でもある[3]。
- おれパラは「ネオロマンス・ライヴ ROCKET★PUNCH!」が前身となっており、岩田が小野、鈴村、森久保らに声をかけメンバーを集めた。
- 公式マスコットキャラクターは「おれっくま」という熊を模したキャラクター。[4]

## 主な出来事
- 2011年にAnisama in Shanghai -Only One-にホスト4人がおれパラとして出演[5]。
- 2013年の公演をもって、初代ホストであった岩田光央が卒業した。[6]
- 2014年12月21日に行われたライブでゲスト出演していた寺島拓篤が新ホストとして発表された。[7]
- 2017年7月15日、7月16日に山梨県・富士急ハイランドになるコニファーフォレストで、開催10周年を記念した野外ライブ「Original Entertainment Paradise〜ORE SUMMER〜」が行われた。[8]
- 2017年に10周年企画として一般投票による『おれパラカバーリクエスト企画』を実施。[9]
- 2023年5月7日、中野サンプラザ閉館に伴い開催された「さよなら中野サンプラザ音楽祭」に出演。[10]
- 2024年9月22日、Zepp Shinjukuにて開催された「アベマアニメ祭り スペシャルステージ」にて「Road To 20th」プロジェクトを発表。おれパラ20周年に向けて、今後様々なアプローチで活動をしていくとのこと。

## オリジナルテーマソング
- 「おれパラップ」
  - 岩田卒業後は「NEWおれパラップ」（2014年）→「新・おれパラップ」（2018年）に変更。いずれも森久保が作曲を担当している。
- 「Galaxy Bus」（2011年）
- 「眠るものたちへ」
  - 本来は岩田のミニアルバム『CORE』収録の楽曲であるが、おれパラ2013にて岩田から正式におれパラのテーマソングとして譲り受けた。
- 「United Flag」（2015年）
  - 本楽曲より寺島がホストとして参加。
- 「Ⅸ'mas Magic」（2016年）
- 「STORY」（2018年）
- 「Oh! Let's Summer」（2020年）[11]
- 「Born to be a Paradise」（2022年）[12]
  - 楽曲のタイトルはAbema TVで配信された特別番組「おれパラTV THIS 15 IT」内にて決定した。

## 出演者

### ホスト
- 小野大輔（現リーダー）
- 鈴村健一
- 森久保祥太郎
- 寺島拓篤

### 元ホスト
- 岩田光央（元リーダー）

### ゲスト
- 2009年 G.Addict、平川大輔
- 2010年 G.Addict、2HEARTS
- 2011年 OLDCODEX、平川大輔
- 2012年 Max Boys(神戸公演)、寺島拓篤(両国公演)、平川大輔(両国公演)
- 2014年 SCREEN mode(神戸公演Day1)、羽多野渉(神戸公演Day2)、寺島拓篤(両国公演)
- 2015年 豊永利行(神戸公演Day1,両国公演Day1)、SCREEN mode(神戸公演Day2,両国公演Day2)
- 2016年 下野紘(神戸公演Day1,両国公演Day2)、羽多野渉(神戸公演Day2,両国公演Day1)
- 2017年 DearDream(おれサマーDay1) 、豊永利行(おれサマーDay1)  羽多野渉(おれサマーDay1) 、2HEARTS(おれサマーDay1)、 小野友樹(おれサマーDay2)、畠中祐(おれサマーDay2)、下野紘(おれサマーDay2)、SCREEN mode(おれサマーDay2)、岩田光央(おれサマーDay1,2)、buzz☆Vibes(シークレット)
- 2018年 小野賢章(神戸公演Day1)、古川慎(神戸公演Day2)、畠中祐(両国公演Day1)、buzz☆Vibes(両国公演Day2)、D.A.T((両国公演Day2)、King&Rogueone(シークレット)
- 2019年 仲村宗悟(神戸公演)、豊永利行(両国公演)

- 2020年 岩田光央(おれサマーDay1) 、下野紘(おれサマーDay1)  土岐隼一(おれサマーDay1) 、仲村宗悟(おれサマーDay1)、羽多野渉(おれサマーDay1)、畠中祐(おれサマーDay2)、古川慎(おれサマーDay2)、豊永利行(おれサマーDay2)、西山宏太朗(おれサマーDay2)、SCREEN mode(おれサマーDay2)、2HEARTS(おれサマーDay2)、仲村宗悟(両国公演Day1)、畠中祐(両国公演Day1)
- 2021年 梶原岳人(Day1)、増田俊樹(Day1)
- 2022年 梶原岳人(神戸公演Day1)、羽多野渉(神戸公演Day2)、小笠原仁(両国公演Day1)、豊永利行(両国公演Day2)
- 2023年 仲村宗悟(Day1)、オーイシマサヨシ(Day2)

## 公演

### 2008年
- Original Entertainment Paradise “おれパラ”
  - 2008年12月28日@中野サンプラザホール
  - テーマ「Born to be ○○○」の元になったのは、ステッペンウルフの「ワイルドで行こう!（Born to be Wild）」である[13][14]。

### 2009年
- OriginalEntertainmentParadise“おれパラ”2009
  - 2009年12月27日@国技館
  - テーマは前年に引き続いて「Born to be ○○○」。

### 2010年
- Original Entertainment Paradise “おれパラ”2010
  - 2010年12月25日@国技館
- テーマは「俺ゼント for you」

### 2011年
- アニメロサマーライブ in 上海 - Anisama in Shanghai -Only One-
  - 2011年2月19日@上海大舞台
- Original Entertainment Paradise 2011 〜常・照・継・光〜
  - 2011年12月25日@国技館
  - テーマの「常・照・継・光」はホストの掲げた漢字一字のテーマを並べ替えた時に「上昇傾向」と読めたことから。東日本大震災後初のおれパラとなった[15]。

### 2012年
- Original Entertainment Paradise 2012 PARADISE@GoGo!!
  - 2012年12月7日、8日@神戸ワールド記念ホール
  - 2012年12月21日、22日@国技館
  - 「おれパラ2012でホストの4人にやってほしい楽曲リクエスト」略して「おれリク2012」が募集され、上位曲がセットリストに反映された[16]。
  - ホスト4人は公演ごとに「アッパー」「バラエティー」「しっとり」「ガチ（=エモーショナル）」のテーマを持ち回りで担当した。

### 2013年
- Original Entertainment Paradise 2013 ROCK ON!!!!
  - 2013年12月8日、9日@神戸ワールド記念ホール
  - 2013年12月21日、22日@国技館
  - 岩田より2013年でおれパラを引退するとの発表があり[17]、それに合わせ、おれパラ2013は2008年の初回公演と同様にゲスト無しのホスト4人でのライブとなった。
  - テーマの「ROCK ON」は”岩”音であり、”6”年目、別れの挨拶、褒め言葉などの意味が込められた。公演では小野、鈴村、森久保は岩田の曲を、岩田は小野、鈴村、森久保の曲をそれぞれ1曲ずつカバーした。

### 2014年
- Original Entertainment Paradise 2014 神戸ワールド記念ホール Rainbow Carnival
  - 2014年12月6日、7日
- Original Entertainment Paradise 2014 国技館 Rainbow Festival
  - 2014年12月20日、21日
  - 寺島拓篤が新ホストとして加入

### 2015年
- Original Entertainment Paradise 2015 UNITED FLAG
  - 2015年12月12日、13日@神戸ワールド記念ホール
  - 2015年12月19日、20日@国技館
  - ホスト4人がそれぞれ掲げるテーマも発表
  - 小野大輔 Passion8or（Passionator）
  - 鈴村健一 Gener8or（Generator）
  - 森久保祥太郎 AGIT8OR（Agitator）
  - 寺島拓篤 Communic8or（Communicator）

### 2016年
- Original Entertainment Paradise 2016 IX'mas Magic
  - 2016年12月10日、11日@神戸ワールド記念ホール
  - 2016年12月24日、25日@国技館

### 2017年
- Original Entertainment Paradise ORE SUMMER
  - 2017年7月15日、16日@富士急ハイランド・コニファーフォレスト
- Original Entertainment Paradise 10th Anniversary～Welcome to おれたちのパラダイス～
  - 2017年12月9日、10日@神戸ワールド記念ホール
  - 2017年12月23日、24日@国技館
  - 2008年から続けて来たおれパラが10周年を迎えるに辺り、ホスト４人同士で楽曲をカバーしあう企画を立案。予め投票を行ってのぞんだ。おれパラ2013同様にゲスト無しのホスト4人でのライブとなった。

### 2018年
- Original Entertainment Paradise 2018 〜We'lluminate☆PARTY〜
  - 2018年12月8日、9日@神戸ワールド記念ホール
  - 2018年12月22日、23日@国技館

### 2019年
- Original Entertainment Paradise 2019 ～WA!!!!～
  - 2019年12月7日、8日@神戸ワールド記念ホール
  - 2019年12月21日、22日@国技館
    - 鈴村健一のみ、体調不良のため22日の公演の出演を見送った。[18]

### 2020年
- Original Entertainment Paradise ORE!!SUMMER 2020
  - 2020年9月19日、20日@富士急ハイランド・コニファーフォレスト
  - 新型コロナウイルス拡大により、両日ABEMA PPV ONLINE LIVE及びPIA LIVE STREAMにて無観客生配信で開催された。[19]
- Original Entertainment Paradise 2020 Be with（DAY1）〜ORE!!PLAYLIST〜（DAY2）
  - 2020年12月19日、20日@国技館
  - 新型コロナウイルス拡大により神戸公演が中止となり、国技館公演のみ無観客生配信で開催された。[20]

### 2021年
- Original Entertainment Paradise -おれパラ- 2021 TERMINAL
  - 2021年12月18日、19日
  - 新型コロナウイルス拡大により、両日ABEMA PPV ONLINE LIVEにて無観客生配信で開催された。[21]

### 2022年
- Original Entertainment Paradise -おれパラ- 2022 This 15 It
  - 2022年12月10日、11日@神戸ワールド記念ホール[22]
  - 2022年12月17日、18日@国技館
  - 全公演ABEMA PPV ONLINE LIVEにて生配信された。

### 2023年
- さよなら中野サンプラザ音楽祭
  - 2023年5月7日@中野サンプラザホール[23]
  - ホスト4人に加え、おれパラ初期リーダーである岩田光央も出演した。
- Original Entertainment Paradise -おれパラ- 2023 RIDE ON!!!!
  - 2023年12月23日、24日@国技館
  - 全公演ABEMA PPV ONLINE LIVEにて生配信された。

### 2024年
- アベマアニメ祭り スペシャルステージ
  - 2024年9月22日、Zepp Shinjuku
- こうちまんがフェスティバル2024
  - 2024年11月3日、高知市文化プラザかるぽーと
- Original Entertainment Paradise -おれパラ- 2024 Paradise Shift
  - 2024年12月21日、森のホール21（松戸市文化会館）
  - 昼公演、夜公演共にABEMA PPV ONLINE LIVEにて生配信された。
  - 小野大輔のみ、体調不良のため両公演出演を見送った。

### 2025年
- Original Entertainment Paradise -おれパラ- 2025 夏場所
  - 2025年7月5日、日比谷公園大音楽堂
  - 本公演はABEMA PPV ONLINE LIVEにて生配信された。

## 参考情報

### DVD・Blu-ray
- Original Entertainment Paradise “おれパラ” LIVE DVD
- Original Entertainment Paradise “おれパラ”2009 LIVE DVD
- Original Entertainment Paradise “おれパラ”2010 LIVE DVD
- おれパラ Original Entertainment Paradise 2011 〜常・照・継・光〜 LIVE DVD/ Blu-ray Disc
- Original Entertainment Paradise 2012 PARADISE@GoGo!! LIVE DVD/ Blu-ray Disc 神戸ワールド記念ホール
- Original Entertainment Paradise 2012 PARADISE@GoGo!! LIVE DVD/ Blu-ray Disc 東京両国国技館
- Original Entertainment Paradise 2013 ROCK ON !!!! LIVE DVD/ Blu-ray Disc 神戸ワールド記念ホール
- Original Entertainment Paradise 2013 ROCK ON !!!! LIVE DVD/ Blu-ray Disc 東京両国国技館
- Original Entertainment Paradise 2014 -Rainbow Carnival&Festival DVD/ Blu-ray Disc
- Original Entertainment Paradise -おれパラ- 2015 UNITED FLAG DVD/ Blu-ray Disc
- Original Entertainment Paradise -おれパラ- 2016 ～IX'mas Magic～ DVD/ Blu-ray Disc
- Original Entertainment Paradise -おれパラ- 2017 10th Anniversary 〜ORE!!SUMMER〜&〜Welcome to おれたちのパラダイス〜
- Original Entertainment Paradise -おれパラ- 2018 〜We'lluminate☆PARTY〜
- Original Entertainment Paradise -おれパラ- 2019 〜WA!!!!〜
- Original Entertainment Paradise -おれパラ- 2020 Be with
- Original Entertainment Paradise -おれパラ- 2021 TERMINAL
- Original Entertainment Paradise -おれパラ- 2022 This 15 It
- Original Entertainment Paradise -おれパラ- 2023 RIDE ON!!!!

### テレビ
※はインターネット配信。
- おれパラ2012スペシャル! (2013年7月13日、BSフジ)
- おれパラTV THIS 15 IT（2022年9月10日・10月16日・11月19日 、AbemaTV※)[24]

### インターネットラジオ
- 2009年12月度：「文化放送 超!Mobile presents 生放送! おれパラ in 国技館開催直前SPECIAL 生放送だよ全員集合!」出演：岩田光央、鈴村健一
- 2010年9月度：「 - 岩田・小野・鈴村・森久保の生放送!おれパラSPECIAL2010」
- 2011年9月度：「 - おれパラSPECIAL 2011」
- 2012年11月度：「 - おれパラSPECIAL 2012」
- 2013年10月度：「 - おれパラSPECIAL 2013」